# لوریس کسل
لوریس کِسِل (فرانسوی: Loris Kessel‎؛ زادهٔ ۱ آوریل ۱۹۵۰ در لوگانو، تیچینو، درگذشتهٔ ۱۵ مهٔ ۲۰۱۰ در مونتاگنولا، تیچینو) رانندهٔ مسابقات اتومبیل‌رانی اهل سوئیس بود که از فصل ۱۹۷۶ تا ۱۹۷۷ در مجموع در شش گراند پری از مسابقات جهانی فرمول یک شرکت کرد، اما موفق به کسب هیچ امتیازی نشد.
کسل در ۱۵ مهٔ ۲۰۱۰ بر اثر ابتلا به بیماری برای مدت طولانی در مونتاگنولا، تیچینو درگذشت.